# 向田町 (薩摩川内市)
向田町（むこうだちょう）は、鹿児島県薩摩川内市の町。旧薩摩郡川内町向田町、川内市向田町。郵便番号は895-0025。人口は279人、世帯数は144世帯（2020年10月1日現在）。

## 地理
薩摩川内市の西部、隈之城川及び平佐川に挟まれた位置にある。字域の北方は東向田町、西向田町、南方は隈之城町、東方は鳥追町、宮崎町、西方は冷水町が接している。
西部には国道3号が南北に通り、付近には薩摩川内市立川内小学校がある。川内小学校付近より国道3号の隈之城バイパスが旧国道3号と分岐している。また、東部には鹿児島県道36号川内郡山線が南北に通り、南端で鹿児島本線と交わっている。 

### 河川
- 隈之城川
- 平佐川

### 字名の由来
「向田」という地名は国府や国分寺のある対岸大小路から見てこの地を指して「川向いの田」であったことに由来している。

## 歴史

### 前史
向田という地名は南北朝時代より見え、薩摩国薩摩郡のうちであったが、近世になると隈之城郷東手村の小字となった。

### 東手の小字としての向田
明治10年代に東手村から「向田町」として分立したが、その後1889年（明治22年）の町村制施行時に再び東手に編入され隈之城村大字東手の小字となった。1929年（昭和4年）に隈之城村が平佐村及び東水引村が合併し川内町になったのに伴い、川内町東手の一部となった。

### 川内町の市制施行と東手からの分立以降
1940年（昭和15年）2月10日に鹿児島県公報に掲載され、同日に施行された「 薩摩郡川内町、町名改稱竝區域變更」（鹿児島県告示）により「同郡同町大字東手ヲ廢止シ其ノ區域中（中略）字大坪、原田、五反田、永田、菱川、神田、水畔、江崎、若松原、中水流、下水流、竹場、江川田、巾畠、流寄、仮屋、新町、横町、中町、堀田、上町、平池、上平池、石次郎、菅牟田、井穴、藤原、樋口、諏訪平、鋒本、東平、北平、町口、坂元、西平、月形平、安之上、巣山、腰掛、水流、淵之上、月形ノ區域ヲ向田町（ムカウダチヨウ）ト改稱ス」が鹿児島県知事によって許可され、薩摩郡川内町大字東手のうち字大坪、原田、五反田、永田、菱川、神田、水畔、江崎、若松原、中水流、下水流、竹場、江川田、巾畠、流寄、仮屋、新町、横町、中町、堀田、上町、平池、上平池、石次郎、菅牟田、井穴、藤原、樋口、諏訪平、鋒本、東平、北平、町口、坂元、西平、月形平、安之上、巣山、腰掛、水流、淵之上、月形の区域を以て川内町の町「向田町」が設置された。翌日の2月11日には薩摩郡川内町が単独で市制施行し川内市となった。
1965年（昭和40年）4月1日に向田町の一部の区域において住居表示に関する法律に基づき街区方式による住居表示が実施されることとなった。それに伴い同日付で町名・地番の変更が行われ向田町の区域の一部より向田本町、東向田町、西向田町、神田町、若松町、東開聞町、西開聞町が設置された。
2004年（平成16年）10月12日に川内市、東郷町、入来町、祁答院町、樋脇町、下甑村、上甑村、鹿島村、里村が新設合併し薩摩川内市が設置された。この市町村合併に伴い設置された法定合併協議会において川内市の町・字については「現行通りとする。」と協定されたため、名称の変更は行われずに薩摩川内市の町となった。

### 町域の変遷
以下の記述は『角川日本地名大辞典 46 鹿児島県』角川書店 617頁の記述に基づく。
| 変更後           | 変更年             | 変更前           |
| ---------------- | ------------------ | ---------------- |
| 向田町（新設）   | 1940年（昭和15年） | 大字東手（一部） |
| 向田本町（新設） | 1965年（昭和40年） | 向田町（一部）   |
| 東向田町（新設） | 1965年（昭和40年） | 向田町（一部）   |
| 西向田町（新設） | 1965年（昭和40年） | 向田町（一部）   |
| 神田町（新設）   | 1965年（昭和40年） | 向田町（一部）   |
| 若松町（新設）   | 1965年（昭和40年） | 向田町（一部）   |
| 東開聞町（新設） | 1965年（昭和40年） | 向田町（一部）   |
| 西開聞町（新設） | 1965年（昭和40年） | 向田町（一部）   |

## 人口
以下の表は国勢調査による小地域集計が開始された1995年以降の人口の推移である。
| 年                 | 人口 |
| ------------------ | ---- |
| 1995年（平成7年）  | 503  |
| 2000年（平成12年） | 431  |
| 2005年（平成17年） | 375  |
| 2010年（平成22年） | 358  |
| 2015年（平成27年） | 332  |
| 2020年（令和2年）  | 279  |

## 施設

### 教育
- 薩摩川内市立川内小学校[17]

### 寺社
- 南方神社
- 本国寺
- 福昌禅寺

## 小・中学校の学区
市立小・中学校に通う場合、学区（校区）は以下の通りとなる。
| 町丁   | 番地 | 小学校                 | 中学校                     |
| ------ | ---- | ---------------------- | -------------------------- |
| 向田町 | 全域 | 薩摩川内市立川内小学校 | 薩摩川内市立川内中央中学校 |

## 交通

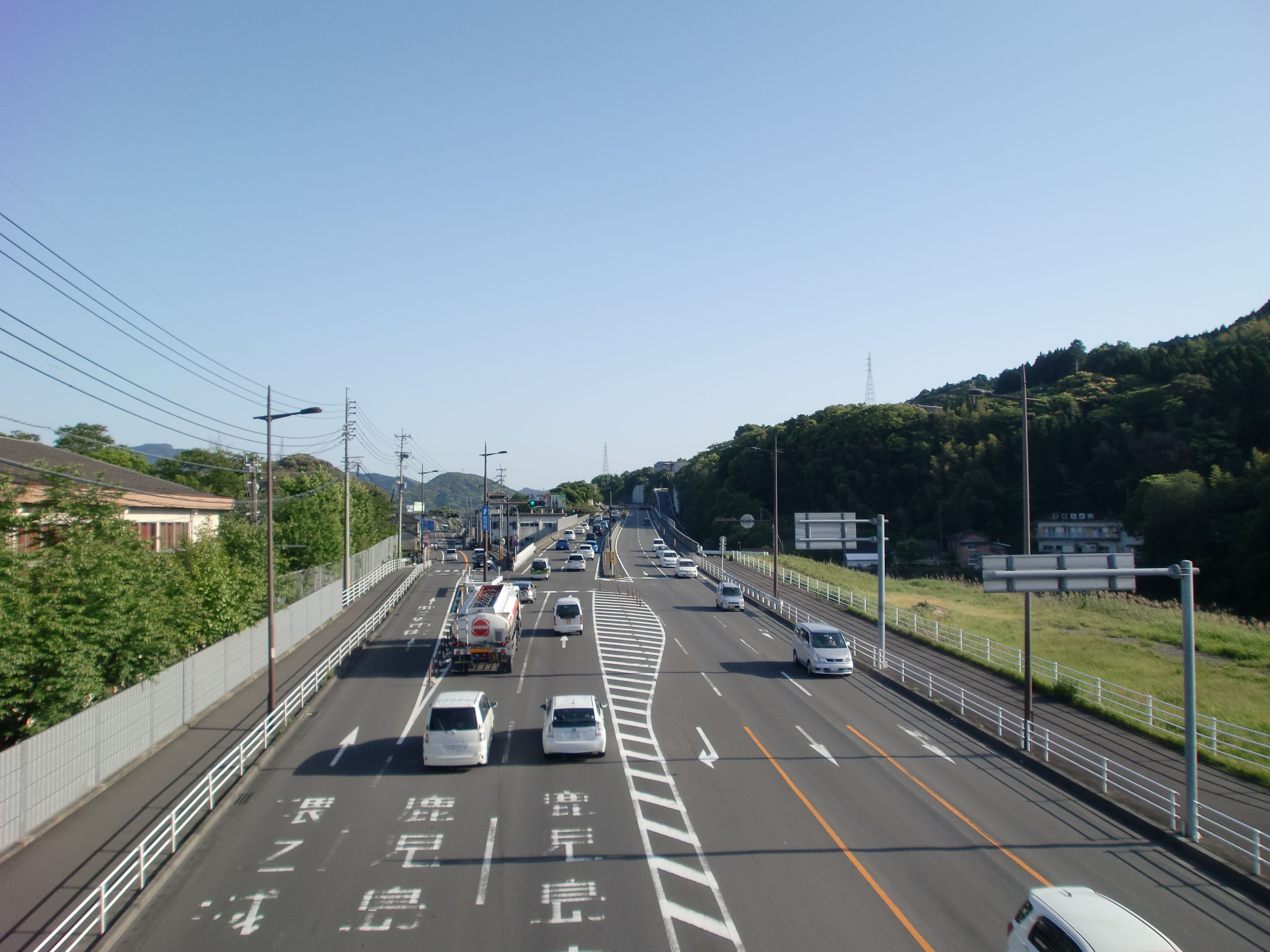
隈之城バイパスの始点から鹿児島方面を望む

### 道路
一般国道
- 国道3号
  - 隈之城バイパス

主要地方道
- 鹿児島県道36号川内郡山線